# Gaspar (kommun)
Gaspar är en kommun i Brasilien.   Den ligger i delstaten Santa Catarina, i den södra delen av landet, 1 200 km söder om huvudstaden Brasília. Antalet invånare är 57 958.
Följande samhällen finns i Gaspar:
- Gaspar

Runt Gaspar är det i huvudsak tätbebyggt. Runt Gaspar är det ganska tätbefolkat, med 134 invånare per kvadratkilometer.